# 曹之錦
曹之錦（1621年3月2日—17世紀），字白公，號製廣，河南開封府儀封縣人，清朝政治人物。

## 生平
曹之錦是順治二年（1645年）舉人，三年（1646年）聯捷進士，先在大理寺觀政，後獲授新泰知縣，一心撫循改善地方困窮情況，教士勸農得百姓愛戴。五年（1648年）調任黟縣知縣，黟縣和江西接壤，兩地奸民聚集其中，流寇經常騷擾縣城，前任因失守被降職，他到任後保持鎮靜，與人民約定事先布防，流寇亦因此收歛，不久考察以在新泰有疏忽遭罷官，於是蕭然回鄉，杜門終老。

## 家族
曾祖曹峆，淮安通判；祖父曹濟，吏員；父曹標，庠生。

## 引用
1. 1 2  民國《儀封縣志·卷十·人物志》：曹之錦，字製廣，一字白公，為諸生時慷慨有大志，順治乙酉登賢書，丙戌成進士，授山東新泰令，時邑初入版圖，井牧凋瘵，之錦惻然憂之，乃如意撫循以復民氣，教士勸農靄然相接，百姓戴之；旋移江南黟縣，黟境與江西接壤，兩省奸民聚集其間，草寇充斥時擾城下，前官以失守落職，之錦居官鎮靜，與民期約先事密防，寇亦歛戢，卒以前任新泰失察被議罷官歸，蕭然自得杜門終老。
2. 1 2  《順治三年丙戌科進士三代履歷》：曾祖峆，淮安通判；祖濟，吏員；父標，庠生。製廣，詩六房，辛酉二月初十日，儀封人，乙酉六十名，會試一百七十名，三甲一百三十六名，大理寺觀政，授山東新泰知縣，戊子補江南黟縣知縣，庚寅考察。